# Nordafrikanischer Elefant

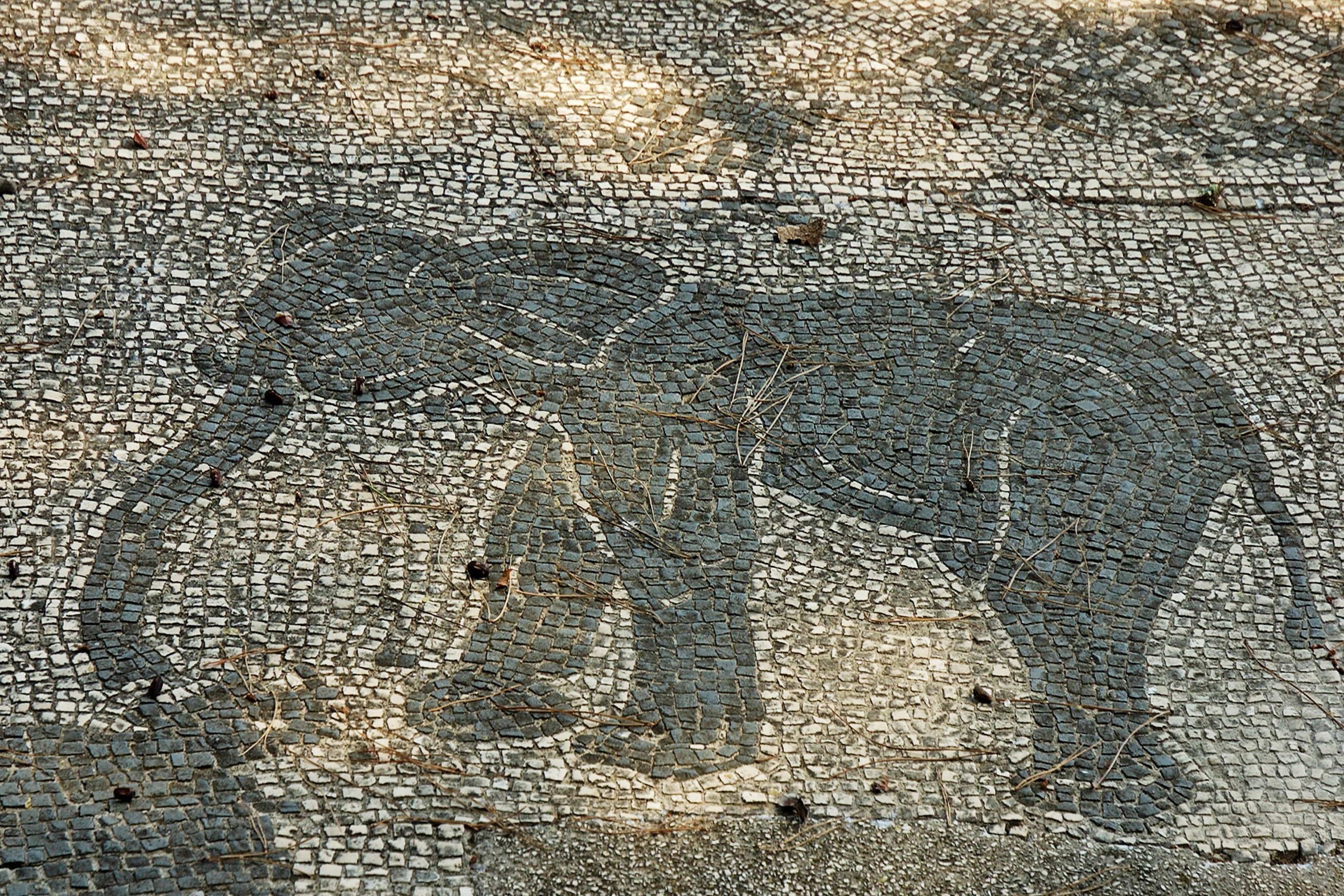
Römische Darstellung eines Elefanten auf einem Mosaik aus Ostia Antica

Die Nordafrikanischen Elefanten waren eine Population relativ kleiner Afrikanischer Elefanten (Gattung Loxodonta), deren genaue taxonomische Stellung ungeklärt ist. Sie wurden in der Antike vor allem von den Karthagern als Kriegselefanten, von den Römern auch im Rahmen von Tierhetzen und Tierkämpfen im Amphitheater eingesetzt. Sie werden von verschiedenen antiken Autoren (Herodot, Hanno, Hermippos, Polybios, Strabon, Plinius der Ältere, Themistios, Isidor von Sevilla) unter Angabe ihrer Verbreitungsgebiete erwähnt, ohne allerdings, abgesehen von der geringeren Größe und Kampfkraft, anhand klarer Kriterien von Indischen Elefanten oder afrikanischen Savannenelefanten abgegrenzt zu werden. Daneben existieren bildliche Darstellungen (Rundplastik, Flächenkunst, respektive Relief, dekorierte Keramik, Gemmen, Münzen, Mosaike und andere Bildmedien). „Im nördlichen Afrika gibt es […] zahlreiche Felsbilddarstellungen von Elefanten. In Marokko erscheinen solche Darstellungen im gesamten Land, mit Ausnahme des Nordteils zwischen der Mittelmeer- und Atlantikküste und dem Atlasgebirge. Darüber hinaus finden sie sich im zentralen Nordafrika, so im Hoggar- und Tibesti-Gebirge, und im nördlichen Algerien.“ Auch die Auswertung von Knochenresten hat zu dem Ergebnis geführt, dass „Elefanten im Holozän in der gesamten nördlichen Sahara von Mauretanien bis in den Sudan und Ägypten vorhanden“ waren. Während Elefanten bis etwa 2000 vor Christus entlang der nordafrikanischen Küste verbreitet waren, war ihr Vorkommen während der Antike als Folge der zunehmenden Trockenheit der Region bereits auf das Atlasgebirge, Mauretanien (nach Plinius, Naturalis historia 5,1,15; 5,1,18; 8,11,32), die bewaldeten Küsten des Roten Meeres und das Hochland von Eritrea beschränkt. Der Bestand der Form ging wahrscheinlich schon bald nach der römischen Eroberung Nordafrikas, nach deren endgültigem Sieg über die Karthager, immer mehr zurück, und das Verbreitungsgebiet wurde immer weiter reduziert. Themistios (ca. 317–388) bezeichnet sie als vom Aussterben bedrohte Tierart. Isidor (ca. 560–636) berichtet, sie seien in Afrika (Apud solam Africam et Indiam elephanti prius nascebantur; nunc sola eos India gignit.)  respektive in der Provinz Mauretania Tingitana inzwischen ausgestorben (Olim etiam et elephantis plena fuit [scil. Mauretania Tingitana], quos sola nunc India parturit.). Elefanten kämen inzwischen nur noch in Indien vor. Mögliche Gründe hierfür sind neben der übermäßigen Bejagung der Rückgang von Waldhabitaten. Die wissenschaftliche Diskussion über das ursprüngliche Verbreitungsgebiet und die Verteilung der Unterarten hält an, zumal in letzter Zeit Nachweise für das einstige Vorkommen des afrikanischen Savannenelefanten auch in Nordafrika erbracht werden konnten.

## Geschichte
Im alten Indien, im Perserreich und den hellenistischen Reichen wurden Indische Elefanten als Kriegselefanten eingesetzt. Ptolemaios II. begann, auch die kleineren nordafrikanischen Elefanten einzusetzen. In der Schlacht bei Raphia sollen sie sich geweigert haben, gegen die größeren indischen Elefanten anzutreten. Auch die karthagischen Kriegselefanten waren überwiegend afrikanische Elefanten, so auch die Tiere, mit denen Hannibal während des zweiten Punischen Krieges die Alpen überquerte, mit Ausnahme seines eigenen Elefanten mit Namen Surus („der Syrer“), bei dem es sich wahrscheinlich um einen Indischen Elefanten handelte.

## Taxonomie
Da über den nordafrikanischen Elefanten außer seiner geringen Größe keine sicheren Kenntnisse vorliegen, ist seine taxonomische Stellung umstritten. Der ceylonesische Wissenschaftler Paul Deraniyagala stellte 1948 für den nordafrikanischen Elefanten eine eigene Unterart Loxodonta africana pharaohensis auf. Typuslokalität ist die Ausgrabungsstätte des antiken Jagdstützpunkts von Ptolemais Theron an der Küste des Roten Meeres. Diese Unterart wurde von Larry Laursen und Marc Bekoff der Abteilung cyclotis, also dem Waldelefanten zugeordnet. Spätere Autoren haben vermutet, dass sich das Verbreitungsgebiet des Waldelefanten früher bis zu den Küsten des Roten Meeres oder entlang der Atlantikküste bis Nordafrika erstreckt haben könnte, oder dass die nordafrikanischen Elefanten eine Unterart des Steppenelefanten (Loxodonta africana) gewesen sein könnten. Im Standardwerk Mammal Species of the World wird pharaohensis mit africana synonymisiert.